# Rejmyre
Rejmyre is een plaats in de gemeente Finspång in het landschap Östergötland en de provincie Östergötlands län in Zweden. De plaats heeft 899 inwoners (2005) en een oppervlakte van 115 hectare.